# Professional Developers Conference
A Professional Developers Conference (Conferência de Desenvolvedores Profissionais, em português), é um evento mundial para desenvolvedores de software da Microsoft onde são apresentadas novas tecnologias da empresa. Também é um evento importante do ponto de vista de negócios, já que muitos desenvolvedores de diversas empresas parceiras da Microsoft podem fazer novos contatos.
O evento costuma acontecer no Los Angeles Convention Center em Los Angeles, Califórnia.